# Leptorhynchos squamatus
Leptorhynchos squamatus là một loài thực vật có hoa trong họ Cúc. Loài này được (Labill.) Less. mô tả khoa học đầu tiên năm 1832.